# Métrodore de Chio
Pour les articles homonymes, voir Métrodore.
Métrodore de Chio (en grec ancien : Μητρόδωρος ο Χίος) est un philosophe grec présocratique du IVe siècle av. J.-C.

## Biographie
Métrodore de Chio serait le fils du rhéteur Théocrite de Chio. Il est l'élève de Démocrite ; partisan des théories des Atomistes, il semblerait avoir lui-même pour disciple Anaxarque. Épicure semble s'être inspiré de lui pour décrire l'existence de mondes multiples dans l'Univers.

## Sa doctrine philosophique
Scepticisme
D'après Cicéron, au début de son livre Sur la Nature, il écrivit : « Aucun d'entre nous ne sait rien, pas même cela, que nous savons ou ne savons rien ;  nous ne savons ni ce que « ne pas connaître » et « connaître » sont, ni sur le tout si quelque chose est ou n'est pas. » On retrouve chez Sextus Empiricus la même citation (peut-être tirée de Cicéron, mais c'est improbable dans la mesure où Sextus Empiricus ne le nomme nulle part dans toute son œuvre), dans Contre les logiciens (I, 88).
Sur l'univers
Les principes de toute chose sont les indivisibles et le vide. D'eux découlent l'être et le non-être : Le vide entoure le Monde, car sans lieu il se constitue de lui-même.
Pour lui, le Monde existe depuis le commencement du temps. De plus les mondes sont illimités car l'univers est lui-même illimité, ce qui implique des causes illimités par nécessité.
Cependant par cette même nécessité les mondes naissent et périssent.
Sur le ciel ou le monde
Il décrivait l'ensemble des étoiles fixes, ainsi que la Lune comme illuminées par le Soleil, embrasé.
La Voie lactée était produite par le passage du Soleil comme un sillage.
Sur les sensations
Il tenait les sens pour trompeurs.
De plus toute chose relève de l'opinion, ainsi la science ne peut être totalement exacte.

## Œuvre
- Traité de la Nature[5]